# Thiébaut VIII de Neufchâtel
Thiébaut VIII de Neufchâtel-Bourgogne, (1386/87 - 21 mai 1459), inhumé à L'Isle-sur-le-Doubs dans l'Église de-la-Nativité-de-la-Très-Sainte-Vierge, chevalier, seigneur de Neuchâtel, de Châtel-sur-Moselle, Chaligny et de Pesmes, était lieutenant-général pour les deux Bourgognes et le comté du Charolais, décoré de l'ordre du Dragon par Sigismond Ier du Saint-Empire en 1418, conseiller et grand maître de la maison du roi de 1418 à 1422, chevalier de l'ordre de la Toison d'or (1433) et conseiller de Catherine de Bourgogne pour la Haute-Alsace.

## Biographie
Thiébaut est issu de la famille noble des Neufchâtel-en-Bourgogne. Il est le fils de Thiébaut VII de Neufchâtel et d' Alix de Joinville. À l'âge de 14 ans, il prend la tête de la Maison de Neufchâtel-en-Bourgogne, secondé par son grand-père, Pierre d'Avilley. Il reçut son titre de chevalier (et donc sa majorité) avant août 1410.
Ses deux mariages vont lui permettre de considérablement augmenté sa fortune. Jean II de Grandson, allié à Thiébaud VIII par le mariage de sa tante Catherine de Neuchâtel à son grand-père Jean Ier de Grandson, était seigneur de Pesmes. Fortement endetté il engage la seigneurie de Pesmes auprès de la seconde épouse de Thiébaud VIII. Il ne réussira pas à lever cet engagement, ni ses héritiers Simon et Heylion II, c'est pourquoi Thiébaud VIII se parait du titre de seigneur de Pesmes.
Thiébaut poursuit la politique pro- bourguignonne de son père. Il a accompagné et soutenu Jean sans Peur lors de nombreux voyages et campagnes, par exemple, dans la lutte contre les Armagnacs. En octobre 1411, il est nommé capitaine général du duché de Bourgogne, du comté libre de Bourgogne et du comté de Charolais. Avec le duc-comte Jean sans Peur, il rencontre l'empereur Sigismond, qui l'intègre dans l'Ordre du Dragon en 1418.
En novembre 1418, il est nommé Grand Maître de France et conseiller du Grand Conseil Royal, poste qu'il occupe jusqu'à la mort du roi Charles VI en octobre 1422. Pendant ce temps, il a été impliqué dans de nombreuses négociations (lors de la Guerre de Cent Ans ), comme par exemple au traité de Troyes (21 mai 1420).Thiébaut a également servi Philippe le Bon et a été impliqué dans de nombreuses négociations, comme lors du traité d'Arras (1435). Il fut également intronisé dans l'Ordre bourguignon de la Toison d'or en 1433.
Entre ses services au roi de France, aux ducs-comtes de Bourgogne et aux ducs de Lorraine, Thiébaut préservait et élargissait constamment ses domaines, qui s'étendaient du comté de Bourgogne à la Lorraine.

## Famille
Ses parents étaient Thiébaut VII, seigneur de Châtelot (vers 1360/61 - Bataille de Nicopolis 1396) et Alix de Joinville († juin 1413), fille d'Henri V de Joinville, comte de Vaudémont, et de Marie de Luxembourg.
Il épouse en premières noces le 22 avril/14 mai 1398 Agnès de Montfaucon, (? - 23 août 1439), dame de Marnay et du Fay, vicomtesse de Blaigny, fille d'Henri de Montbéliard et de Marie de Châtillon vicomtesse de Bligny.
Ils ont pour enfants :
- Thiébaut IX dit "le Jeune" (* avant août 1417 ; † 4. décembre 1469), maréchal de Bourgogne et chevalier de l'ordre de la Toison d'or.
- Jean II (* fin 1417/début 1418 ; † juillet 1489), qui fonde la branche de Montaigu et des vicomtes de Bligny, chevalier de l'ordre de la Toison d'or.

En secondes noces, Thiébaut se marie le 8 novembre 1440 à Port-sur-Saône  avec Guillemette de Vienne († 22. septembre 1472), veuve d'Antoine de Vergy, dame de Bussière et de Port-sur-Saône, fille de Philippe de Vienne (fils de l'amiral) et de Philiberte de Maubec. Ils ont eu pour enfants :
- Antoine, ( ? - †15 août/8 novembre 1472), seigneur de Clémont, L'Isle-sur-le-Doubs, du Chastelot, Pesmes et Valay. Décédé sans enfants il nomme sa sœur Bonne en tant qu'héritière.
- Bonne, (vers 1442 - 27 septembre/10 novembre 1490/91), dame de Pesmes, de Valay et de L'Isle-sur-le-Doubs : elle épouse en premières noces en octobre 1454 Antoine de Vergy, (? - 1461), puis en secondes noces le 5 mai 1467 Jean III de la Baume-Montrevel, (vers 1440 - 30 mars 1505), par ce deuxième mariage elle apporte à son époux la seigneurie de Pesmes[7].

D'une relation hors mariage il a Henri, (? - 30 juin 1504/06), curé de Gy, chanoine du chapitre métropolitain et chambrier de l'archevêque de Besançon.
| - Thiébaut VIII dans l'Armorial équestre de la Toison d’Or 1430-1461 - Thiébaut VIII de Neufchâtel dans Le grand armorial équestre de la Toison d'or. Manuscrit BNF Arsenal 4790. - Reconstitution d'une audience par Thiébaut VIII. Musée de l'hôtel des sires de Neuchâtel. Baume-les-Dames. Doubs |